# Ulf Nilsson (författare)
Ulf Lennart Nilsson, född 18 september 1948 i Helsingborg, död 22 september 2021 i Stockholms domkyrkodistrikt, var en svensk författare av bilderböcker och sagor för yngre barn och även böcker för äldre barn och ungdomar. Åren 1998–2014 satt Nilsson på stol nr 16 i Svenska barnboksakademin.
Han var verksam som författare i hela sitt yrkesliv. Han skrev omkring 140 böcker och hans publicerade verk har översatts till fler än 12 språk. Han samarbetade ofta med illustratören Eva Eriksson som har skapat bilderna till några av hans mest kända verk som böckerna om Lilla syster kanin samt Älskade lilla gris och Den fräcka kråkan. Han vann Augustpriset två gånger: 1994 med Mästaren och de fyra skrivarna och 2002 med Adjö, herr Muffin.
Några av hans berättelser har omarbetats för radio och TV samt dramatiserats och satts upp som opera och teater.
År 2017 släpptes en långfilm baserad på böckerna om kommissarie Gordon och Paddy. Samma år turnerade Riksteatern med barnmusikalen Lilla stora livet, som Nilsson hade skrivit tillsammans med hustrun Lotta Olson med musik av Frida Hyvönen.
Nilsson var gift med författaren Lotta Olsson fram till sin död. Han hade fyra barn i ett tidigare äktenskap och en son med Olsson.